# أماندا روت
أماندا روت  (بالإنجليزية: Amanda Root)‏ (و. 1963 – م) هي ممثلة، وممثلة أفلام، من المملكة المتحدة، ولدت في تشيلمسفورد.

## التعليم
تعلمت في أكاديمية ويبر دوغلاس للفنون الدرامية ‏.

## جوائز وترشيحات
حصلت على جوائز منها:
- الجائزة الخاصة للمسرح العالمي ‏ (2009).[4]

ترشحت لـ:
- جائزة توني لأفضل ممثلة بارزة في مسرحية [الإنجليزية]‏ (2009).

## وصلات خارجية
- أماندا روت على موقع IMDb (الإنجليزية)
- أماندا روت على موقع قاعدة بيانات برودواي على الإنترنت (الإنجليزية)
- أماندا روت على موقع قاعدة بيانات الأفلام السويدية (السويدية)
- أماندا روت على موقع ديسكوغز (الإنجليزية)
- أماندا روت على موقع قاعدة بيانات الفيلم (الإنجليزية)